# Ньютаун (Міссурі)
Ньютаун (англ. Newtown) — місто (англ. city) в США, в окрузі Салліван штату Міссурі. Населення — 113 особи (2020).

## Географія
Ньютаун розташований за координатами 40°22′28″ пн. ш. 93°19′57″ зх. д. / 40.37444° пн. ш. 93.33250° зх. д. (40.374454, -93.332564).  За даними Бюро перепису населення США в 2010 році місто мало площу 0,66 км², з яких 0,65 км² — суходіл та 0,01 км² — водойми.

## Демографія
Згідно з переписом 2010 року, у місті мешкали 183 особи в 74 домогосподарствах у складі 49 родин. Густота населення становила 277 осіб/км².  Було 89 помешкань (135/км²).
Расовий склад населення:
| - 85,2 % — білих - 7,7 % — корінних американців - 3,3 % — осіб інших рас |

До двох чи більше рас належало 3,8 %. Частка іспаномовних становила 9,8 % від усіх жителів.
За віковим діапазоном населення розподілялося таким чином: 31,7 % — особи молодші 18 років, 57,9 % — особи у віці 18—64 років, 10,4 % — особи у віці 65 років та старші. Медіана віку мешканця становила 36,2 року. На 100 осіб жіночої статі у місті припадало 125,9 чоловіків;  на 100 жінок у віці від 18 років та старших — 108,3 чоловіків також старших 18 років.
Середній дохід на одне домашнє господарство  становив 37 141 долар США (медіана — 29 306), а середній дохід на одну сім'ю — 41 938 доларів (медіана — 29 306). Медіана доходів становила 17 083 долари для чоловіків та 33 125 доларів для жінок. За межею бідності перебувало 19,8 % осіб, у тому числі 29,4 % дітей у віці до 18 років та 14,0 % осіб у віці 65 років та старших.
Цивільне працевлаштоване населення становило 98 осіб. Основні галузі зайнятості: освіта, охорона здоров'я та соціальна допомога — 23,5 %, виробництво — 18,4 %, сільське господарство, лісництво, риболовля — 10,2 %, будівництво — 9,2 %.